# Рабби Меир
Ра́бби Меи́р (прозвище др.-евр. ר׳ מאיר‬ — «просвещающий»; на иуд.-арам. Негора́и נהוראי‬, урождённый Ме́аша מיאשה‬, Мо́исе, Моисе́й, родился около 110, умер около 165 года в Азии, в Лидии) — один из крупнейших законоучителей-танеаев в середине II века. Меир в числе тех учеников рабби Акивы, которых возвёл в сае раввина сан рабби Иехуда бен-Бава в период гонений императора Адриана 132—135 годов.
Расцвет деятельности Меира относится к эпохе после Адриановой войны. Переписчик и толкователь священных книг, поэт, автор пословиц и баснописец; считается «отцом Мишны».
Был одним из тех немногих мишнаитских учёных, которые с одинаковым искусством владели галахой (законодательство) и агадой (мораль). Агада приписывает рабби Меиру чудотворство посредством изречения «Боже Меира, услышь меня»; некоторые отождествляют его с рабби Меиром-«чудотворцем» (בעל הנס‎), гробница которого сохранилась в Тверии, где набожные евреи паломничают и жертвуют много денег в его память.

## Жизнеописание

### Происхождение
Место его рождения неизвестно. Предположение Греца, что Меир происходит из Малой Азии, не доказано. Согласно одному преданию, он происходит из семьи прозелитов и является потомком императора Нерона, о котором было распространено сказание, что он не был убит в Риме, но бежал на Восток, где перешёл в иудейство.

### Имя
Имя Меира, собственно, было Моисей (в народном произношении Моисе или Меаша, др.-евр. מיאשה‬), но его прозвали Меиром, что значит «освещающий» (или по-арамейски Негораи, др.-евр. נהודאי‬), так как он отличался необычайной проницательностью и искусной диалектикой.

### Период ученичества
Учился он сначала у р. Акибы. Но благодаря своей объективности Меир примкнул к школе р. Исмаила, который по своему методу изучения закона представлял систему, отличную от системы р. Акибы. Впоследствии он вернулся к р. Акибе и сделался его любимым учеником. Меир был ещё очень молод, когда р. Акиба хотел дать ему раввинскую ординацию, но встретил противодействие со стороны коллег. Молодость Меира, его своеобразный характер, полнейшая духовная независимость заставили р. Акибу отказаться от его рукоположения.
Меир имел также смелость поддерживать отношения с отвергнутым всеми Элишей бен-Абуя, прозванным «Ахером», и даже учиться у него. Меир во всех отношениях был прямой противоположностью Элиши бен-Абуя. Он не принимал ничего не подвергая критике, и был в высшей степени скромен и вёл прямо святой образ жизни.
Меир отличался также бескорыстной любовью к изучению Торы. Только бескорыстное изучение Торы, по мнению Меира, действует облагораживающе. Но, вместе с тем, Меир уважал учёность Элиши. Ссылаясь на библейский стих (Втор. 14:1), Меир утверждал: «Все — дети Божии, хотя бы они не вели себя по отношению к Богу, как дети».

### Дружба с греком Эвнимосом
Он поддерживал знакомство с одним языческим философом, Эвнимосом (по мнению многих исследователей — философ Oenomaos из Гадеры; Oenomaus / Euonymus of Gedara). Последний живо интересовался религиозными вопросами, и Меир вёл с ним беседы о бессмертии души и о воскресении мертвых. Их связывала личная дружба. Вероятно, с целью оправдать своё знакомство с греческим философом Меир говорил: «Если язычник занимается Торой, он равен первосвященнику».

### Раввин
В разгар Адриановых гонений Меир получил ординацию, хотя в то время само посвящение было сопряжено с опасностью для жизни.
Средства к существованию р. Меир добывал перепиской священных книг. Он знал до тонкости все орфографические особенности Библии и тщательно передавал их. В его собственном экземпляре Торы нашли много интересных заметок; в примечаниях к Священному Писанию он изложил свое мнение относительно многих явлений жизни. Так, например, к словам Быт. 1:31: «И увидел Бог всё, что Он создал, и вот, хорошо весьма», Меир прибавляет: «хорошо весьма» — это «смерть».

### Поэтический дар
Меир был автором остроумных пословиц и баснописцем; составил не менее 300 притч. Об обычной людской слабости обращать много внимания на внешность, р. Меир говорит: «Не смотрите на кувшин, но на его содержимое; в ином новом кувшине находится хорошее старое вино, а в ином старом кувшине нет даже молодого вина».

### Хахам синедриона
Когда после Адриановых гонений в Уше снова собрался синедрион, патриархом избран был р. Симон б.-Гамлиил II, а p. Меир назначен хахамом, то есть докладчиком учёной коллегии, — весьма важный пост.
Несмотря, однако, на свои обширные и многосторонние познания и на то, что р. Μеир передал потомству авторитетные мнения р. Акибы, он вследствие разных причин не добился при жизни заслуженного признания. С неумолимой логикой он всесторонне освещал каждый вопрос pro и contra (с лат. — «за и против»), так что в Синедрионе никогда не знали, каково же, наконец, его личное мнение. Рассматривая всякий вопрос с различных точек зрения, ему нередко удавалось доказать возможность двух прямо противоположных утверждений. Поэтому ученые избегали присоединяться к его мнению, так как оно могло иногда оказаться ложным результатом его искусной диалектики. Меир был всесторонне образован и превосходил современников своей эрудицией. Он имел много учеников, из которых некоторые впоследствии пользовались известностью.

### Конфликт с Симоном
Случались столкновения и личного характера между р. Меиром и современными ему учёными. У р. Μеира произошел конфликт с патриархом р. Симоном б.-Гамалиил. Последний почувствовал себя задетым тем, что ему, и р. Натану, и р. Μеиру, занимавшему должность хахама, оказывали одинаковые знаки почитания. Он распорядился о соответственных изменениях школьного этикета. Произошли трения, которые едва не заставили р. Симона оставить патриарший престол. Патриарх в виде наказания отрешил р. Натана и р. Меира от их почетных должностей и исключил их из числа членов синедриона. Он хотел даже предать отлучению р. Μеира, но тот оказал решительный отпор этой мере. Согласно одному из прежних решений в Уше, р. Μеир доказывал, что члены синедриона неприкосновенны и их нельзя предавать отлучению. Патриарх согласен был вернуть Меира к должности, если он попросит извинения. Но на это р. Меир не согласился. В заседании коллегии ученых чувствовалось отсутствие р. Меира «Мы здесь, а наука снаружи», — заметил кто-то (Гораиот, 13б).
Патриарх восстановил р. Меира в его учёной должности, но тот основал собственную школу в Хамате, вблизи Тивериады.

### Своя школа в Хамате
Вскоре его школа завоевала себе большую популярность.
Меир был блестящим и популярным оратором в школе и синагоге. Народом цитировались поговорки, «обычные в устах Меира». Так он часто говаривал: «Кто действительно богат? — Тот, кто имеет радость от своего богатства». Многими путями человек может добывать себе средства к существованию; благо тому, чьи родители занимались приличным делом, и горе тому, чьи родители добывали себе средства к существованию чем-нибудь неприличным. «Когда приходишь в чужой город, следуй его обычаям». «Кто сам изучает Тору, но не обучает других, тот презирает слово Божие».
Со времением р. Меир оставил преподавательскую деятельность.

### Семья
Его жена Барурия была дочерью р. Ханины бен-Терадиона; она отличалась большой учёностью и благородством души. Одна из 10 женщин, упоминаемых в еврейском своде Гемара. Когда их двое детей утонули в то время, когда Меир преподавал в школе, она утешила его своей разумной речью.

### Перед смертью
Он жил в Ардискисе (Дамаск), умер же в Асии (Лидия), несмотря на то, что сам проповедовал, что пребывание в стране израильской, равно как и употребление еврейского языка в разговоре обеспечивает человеку удел в будущей жизни. Перед смертью Меир произнес гордые слова: «Скажите братьям в Палестине, что их Мессия умер на чужой земле» и распорядился, чтобы его похоронили у морского берега, дабы хоть море соединило его прах с Палестиной.

## Труды
В целом в р. Меире видят ученика р. Акибы и продолжателя его метода интерпретации Библии и древнейших галах. Не уступая р. Акибе в диалектике, он не считал её, однако, самоцелью; он предпочитал несложные и ясные методы изучения и рекомендовал их своим ученикам.
Если Акиба в интерпретации Торы придерживался метода «смежности» (סמוכים), то есть сравнивал отдалённые по смыслу вещи только потому, что в Торе они стоят рядом, то рабби Меир заметил, что в Торе есть много стоящих рядом изречений, которые по существу, однако, ничего общего друг с другом не имеют (Сифре к Чис. 25:1).

### Отец Мишны
Значение Меира для продолжения традиционного учения видно лучше всего из того, что в Мишне его мнение приводится 331 раз. Рабби Меира справедливо называли отцом Мишны, так как многие из анонимных галах, авторы которых не указаны в Мишне, принадлежат ему и являются либо его личным мнением, либо переданы им со слов р. Акибы. Сообщают, что после конфликта, который произошёл у p. Меира с патриархом р. Симоном бен-Гамлиил, в синедрионе решили не упоминать имени p. Mеира, а приводить его мнения от имени «других» (אחרים). Речь идёт не о замалчивании имени р. Μеира в Мишне (на это его современники повлиять не могли), а об упоминании его имени в самой учёной коллегии.
Иногда Мишна приводит мнение p. Меира, противоречащее мнению «других». Имеет сторонников и то мнение, что р. Меир, собственно, и есть составитель Мишны, а p. Иуда I, который обычно считается её составителем, якобы только её дополнил и редактировал.

### Агада (мораль)
Аггада р. Меира содержит в себе законченную этическую систему, изложенную в форме изречений и гомилетических объяснений Библии. В агаде Меир преимущественно пользовался хорошо известным ему методом аллегорического объяснения Ветхого Завета. Этим методом интерпретации он, быть может, обязан знакомству с Ахером и греческим философом Oenomaos’ом. Некоторые такие гомилетические толкования Писания сохранились в заметках на полях его экземпляра Библии.
Так, например, он понимает под одеяниями из звериной шкуры (עור), в которые Бог облёк Адама и Еву (Быт. 3:21), «оболочку из света» (אור), которая в его глазах есть не что иное, как интеллектуальная способность человека.
В своей надгробной речи на смерть Элиши бен-Абуя (Ахера) он остроумно и смело применяет библейский стих (Руф. 3:13); успокаивая душу усопшего, он говорит ей: если Всеблагий не захочет искупить тебя, я, Меир, вымолю тебе искупление, но ты ни в коем случае не должна погибнуть.
Свои учёные доклады р. Меир иллюстрировал изречениями и баснями. Некоторые басни он заимствовал с греческого, но умело переносил действие в еврейскую обстановку. Кроме того, он старался применять древние библейские изречения к современным ему условиям. Так, он объяснил однажды своему учителю Элише бен-Абуя слова из Иова (Иов. 28:17): «Не равняется с ней (мудростью) золото и стекло». Это Тора, говорит р. Меир, которую «приобрести так же трудно, как золото, но, как стекло, легко уничтожить легкомысленным образом жизни». Аллегорические толкования р. Меира казались иногда его современникам слишком смелыми.
Меир часто вёл диспуты с христианами. По всей вероятности, поддерживал отношения также с самарянами и язычниками, знавшими Библию, и беседовал с ними по вопросу о ценности еврейства и его учреждений. Вопрос о воскресении мёртвых р. Μеир дискутировал с самарянами (отрицавшими воскресение мёртвых) и даже с одной языческой женщиной Клеопатрой. Своей вере в воскресение мёртвых р. Меир пытался найти доказательство в самой сущности Божества.
Часто его проповеди носили религиозно-философский характер и имели своей целью осмыслить антропоморфические выражения Библии. Так, например, словам Исайи (Ис. 26:21) «Господь исходит с места своего» (Синодальный перевод: «выходит из жилища Своего») Меир придавал тот смысл, что Бог превращается из строгого судьи в судью милосердного и прощающего.